# Ophioglossum elongatum
Ophioglossum elongatum là một loài dương xỉ trong họ Ophioglossaceae. Loài này được A.Cunn. mô tả khoa học đầu tiên năm 1837.
Danh pháp khoa học của loài này chưa được làm sáng tỏ. 